# 1975
1975 (MCMLXXV) fou un any normal del calendari gregorià començat en dimecres.

## Esdeveniments
Països Catalans
- Barcelona - Primera observació registrada de cotorreta de pit gris (Myiopsitta monachus) en llibertat.
- Vila-seca - Es crea l'escola de música que el 1978 va esdevenir el Conservatori de Música de Vila-seca
- 27 d'abril, Barcelona: Darrer Gran Premi de Fórmula 1 celebrat al Circuit de Montjuïc, on Rolf Stommelen va patir un accident que va provocar la mort de quatre persones.[1]
- maig, Espanya: Comissions Obreres guanya les eleccions sindicals en la majoria dels grans centres industrials.
- 10 de juny: S'inaugura la Fundació Joan Miró a Barcelona.[2]
- 23 de desembre: onze partits catalans formen el Consell de Forces Polítiques de Catalunya

Resta del món
- 9 de gener, Londres: Cristina Borra, locutora de ràdio
- 4 de març, Londres (el Regne Unit: la reina Isabel II nomena cavaller Charles Chaplin.
- 24 de març, Madrid, Espanya: Fernando Herrero Tejedor, ministre secretari general del Movimiento, nomena Adolfo Suárez vicesecretari general del Movimiento.
- 4 d'abril, Califòrnia, Estats Units) Bill Gates i Paul Allen funden l'empresa Microsoft.
- 9 de maig, Madrid, Espanya: el govern aprova un decret llei que regula la vaga laboral.
- 16 de maig, Serralada de l'Himàlaia: la muntanyenca japonesa Junko Tabei esdevé la primera dona a coronar el cim de l'Everest.[3]
- 11 de juny, Madrid, Espanya: un grup de forces polítiques, entre les quals destaca el PSOE, creen la Plataforma de Convergència Democràtica.
- 18 de juny: un discurs de Joan de Borbó pronunciat davant representants de l'oposició democràtica provoca que el govern li prohibeixi l'entrada a l'estat.
- 1 d'agost, Conferència de Hèlsinki, o Conferència sobre Seguretat i Cooperació a Europa (CSCE), celebrada a Hèlsinki entre el 1972 i el 1975, era hereva del Tractat de Seguretat Col·lectiva a Europa, firmat a Moscou el 1954.[4]
- 22 d'agost, Madrid, Espanya: el govern aprova un dur decret llei antiterrorista, que comporta la restricció d'encara més llibertats.
- 27 de setembre, Madrid i Burgos, Espanya); Barcelona: hi afusellen tres membres del FRAP i dos d'ETA.
- 1 d'octubre, Madrid, Espanya: per contrarestar la pressió internacional contrària, el règim convoca una gran manifestació de suport a Franco en la plaza de Oriente.
- 12 d'octubre, Madrid, Espanya: Franco apareix en públic per darrera vegada, en un acte a l'Instituto de Cultura Hispánica.
- 17 d'octubre, Madrid, Espanya: s'hi celebra el darrer consell de ministres presidit per Franco.
- 23 d'octubre, Madrid, Espanya: una setmana després de patir el primer infart, s'emet el primer comunicat oficial en què es reconeix la malaltia de Franco.
- 28 d'octubre, Espanya: per segona vegada, el príncep Joan Carles n'esdevé cap de l'estat interinament.
- 2 de novembre, Sàhara Occidental: el príncep Joan Carles visita les tropes espanyoles que hi ha destacades.
- 9 de novembre, Rabat (el Marroc: Hassan II anuncia la retirada de la Marxa Verda sobre el Sàhara.
- 12 de novembre, Madrid, Espanya: Arias Navarro presenta en privat la dimissió al príncep a causa d'una reunió que aquest va mantenir amb els ministres militars sense el seu coneixement.
- 25 de novembre, Surinam: aquest país s'independitza del Regne dels Països Baixos.

### Cinema i televisió
| M/d   | Direcció          | Títol                                | Gènere      |
| ----- | ----------------- | ------------------------------------ | ----------- |
| 09/21 | José Luis Borau   | Furtivos                             | drama       |
| 11/19 | Milos Forman      | Algú va volar sobre el niu del cucut | drama       |
|       | Jordi Grau i Solà | La trastienda                        | drama       |
| 12/18 | Stanley Kubrick   | Barry Lyndon                         | drama hist. |
| 07/   | Akira Kurosawa    | Dersu Uzala                          | drama hist. |

Categoria principal: Pel·lícules del 1975
L'actriu María José Cantudo protagonitzà el primer nu integral del Destape del cinema espanyol en La trastienda.
Al Japó, la sèrie d'anime UFO Robo Grendizer començà a emetre's a l'octubre.

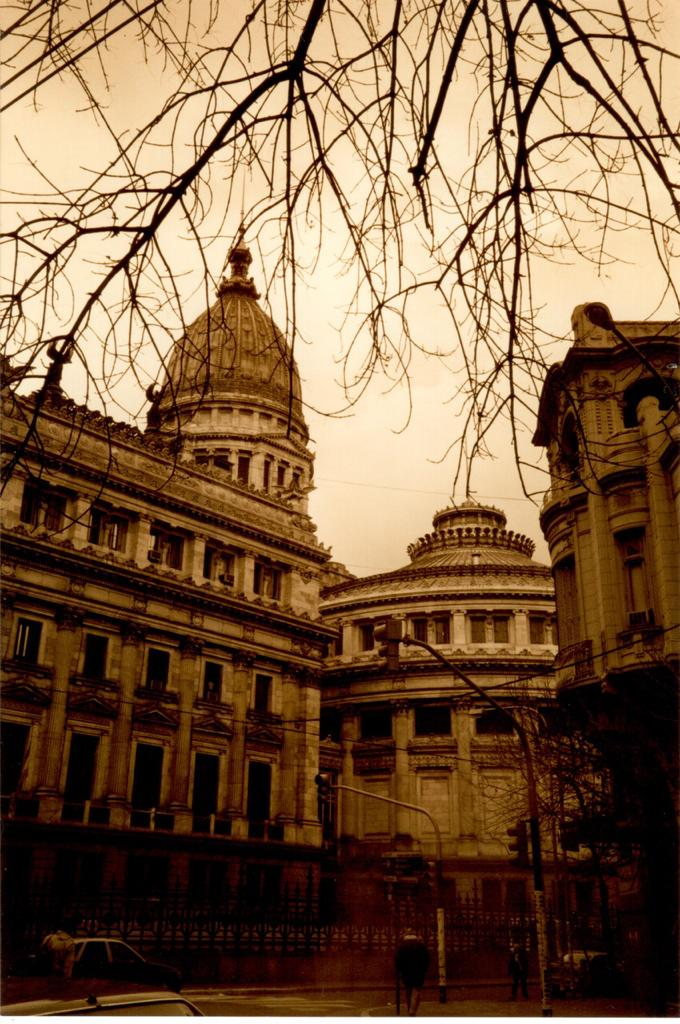

### Música i ràdio
| M/d   | Artistes          | Títol                           | Estil       |
| ----- | ----------------- | ------------------------------- | ----------- |
|       | Al Tall           | Cançó popular, País Valencià    | folk        |
|       | Lluís Llach       | Viatge a Itaca                  | cançó       |
| 11/   | Brian Eno         | Discreet music                  | ambient     |
| 01/16 | Michael Jackson   | Forever, Michael                | soul        |
| 01/24 | Keith Jarrett     | The Köln Concert                | jazz        |
| 05/03 | Jaume Sisa        | Qualsevol nit pot sortir el sol | cançó       |
| 09/10 | Kiss              | Alive!                          | rock        |
| 03/19 | Kiss              | Dressed to Kill                 | rock        |
| 03/24 | Lynyrd Skynyrd    | Nuthin' Fancy                   | rock sudenc |
| 11/21 | Queen             | A Night At The Opera            | rock        |
| 08/25 | Bruce Springsteen | Born to Run                     | rock        |

### Premis Nobel
| Camp                  | Guardonats                                                |
| --------------------- | --------------------------------------------------------- |
| Física                | - Aage Bohr - Ben Roy Mottelson - James Rainwater         |
| Química               | - John Cornforth - Vladimir Prelog                        |
| Medicina o Fisiologia | - David Baltimore - Renato Dulbecco - Howard Martin Temin |
| Literatura            | - Eugenio Montale                                         |
| Pau                   | - Andrei Sakharov                                         |
| Economia              | - Leonid Kantoróvitx - Tjalling Koopmans                  |

## Naixements
| M/d   | Nom i llinatges        | Activitat         | Origen      |      |
| ----- | ---------------------- | ----------------- | ----------- | ---- |
|       | Oriol Canals Boix      | cantautor         | barceloní   | 2014 |
| 04/29 | Betsabé García Álvarez | filòloga          | barcelonina |      |
|       | Borja Penalba          | productor musical | valentí     |      |
|       | Ana Galvañ             | autora de còmics  | murciana    |      |
| 12/02 | Shigeto Koyama         | dibuixant         | japonés     |      |

Les persones nascudes el 1975 faran 50 anys durant el 2025.
Països Catalans
- 6 de gener, Barcelona: Eva Granados Galiano, política socialista catalana.[5]
- 10 de gener, La Seu d'Urgell, Alt Urgell: Mònica López i Moyano, meteoròloga.[6]
- 5 de febrer, Lloret de Mar: Mireia Riera i Casanovas, nedadora catalana, medallista paraolímpica.[7]
- 10 de febrer, Lleida: Carme Acedo Jorge, gimnasta rítmica catalana, campiona del món de maces i 4a en els JJOO de Barcelona 92.[8]
- 21 de febrer, Barcelona: Diana Riba i Giner, pedagoga, eurodiputada i activista pels drets civils.[9]
- 27 de febrer, Montgat: Íngrid Pons Molina, jugadora de bàsquet catalana.[10]
- 28 de febrer, Barcelona: Marta Carreras Espina, jugadora i entrenadora de rugbi catalana.[11]
- 13 de març, Barcelona: Anna Sahun, actriu.[12]
- 20 de març, Cercs, Berguedà: Flora Saura, presentadora de televisió i de ràdio catalana.[13]
- 22 de març, Barcelona: Bea Segura, actriu catalana de televisió, cinema i teatre.[14]
- 24 de març, València: Arturo Valls, actor i presentador de televisió valencià.
- 7 d'abril, Terrassa, Vallès Occidental: Òscar Andreu, comunicador, humorista, escriptor i cantant català.
- 22 d'abril, Santa Perpètua de Mogoda: Jordi Cuixart i Navarro, president d'Òmnium Cultural.[15]
- 24 d'abril, Barcelona: Nora Navas Garcia, actriu catalana.[16]
- 29 d'abril, Barcelona: Betsabé García Álvarez, filòloga i escriptora catalana, especialista en el discurs feminista.[17]
- 3 de maig, Xàtiva, Costera: Ximo Cerdà, científic, escriptor i il·lustrador valencià.
- 20 de maig, Vilanova i la Geltrú, Garraf: Isaac Gàlvez López, ciclista català
- 4 de juny, Barcelona: Vanessa Montfort, novel·lista, dramaturga i periodista catalana que resideix a Madrid.[18]
- 19 de juny, Vallfogona de Balaguerː Meritxell Serret i Aleu, politòloga i política catalana.[19]
- 25 de juny, Mar del Plata, Argentina: Chenoa, cantant mallorquina nascuda a l'Argentina.[20]
- 2 d'agost, Barcelona: Íngrid Rubio i Ruiz, actriu catalana.[21]
- 6 d'agost, L'Hospitalet de Llobregatː Àngels Montolio Andreu, tennista catalana.[22]
- 15 d'agost, València: Begoña Rodrigo de Jorge, cuinera valenciana.[23]
- 16 d'agost, Vic: Mercè Homs i Molist, pedagoga i política catalana.[24]
- 22 d'agost, Perpinyà: Muriel Taurinyà, emprenedora i activista cultural nord-catalana.[25]
- 22 d'agost, Barcelona: Xantal Llavina, periodista de ràdio, televisió, premsa i divulgadora catalana.[26]
- 12 de setembre, Maó: Patrícia Font Marbán, política menorquina, diputada al Parlament de les Illes Balears en la IX legislatura.[27]
- 13 de setembre, Sallent, Bages: Anna Gabriel, educadora social, professora de dret i política catalana, ha estat diputada al Parlament.
- 16 de setembre, Barcelona: Samanta Villar Fitó, periodista catalana.[28]
- 3 d'octubre, Barcelona: Assumpció Laïlla i Jou, psicopedagoga, infermera i política catalana.[29]
- 18 de novembre, 
  - Gavà: Raquel Sánchez i Jiménez, advocada i política catalana; ha estat alcaldessa de Gava i ministra del Govern de Pedro Sánchez.[30]
  - Sabadell: Esther Vivas, periodista, sociòloga, activista, investigadora en moviments socials i polítiques alimentàries.[31]
- 3 de desembre, Sagunt, Camp de Morvedre: Teresa Garcia i Muñoz, enginyera i política valenciana.[32]
- 26 de desembre, Viladecans: María Vasco, atleta catalana especialista en marxa, primera medallista olímpica catalana.[33]
- 29 de desembre, Vila-real: Mònica Álvaro Cerezo, política valenciana, diputada a les Corts Valencianes.[34]
  - Girona: Pere Vilà Barceló, cinema.
  - Barcelona: María José Durán Junquera, geògrafa.
  - Vilafranca del Penedès: Imma Prieto, curadora i historiadora de l'art, directora d'Es Baluard Museu, de Palma.[35]

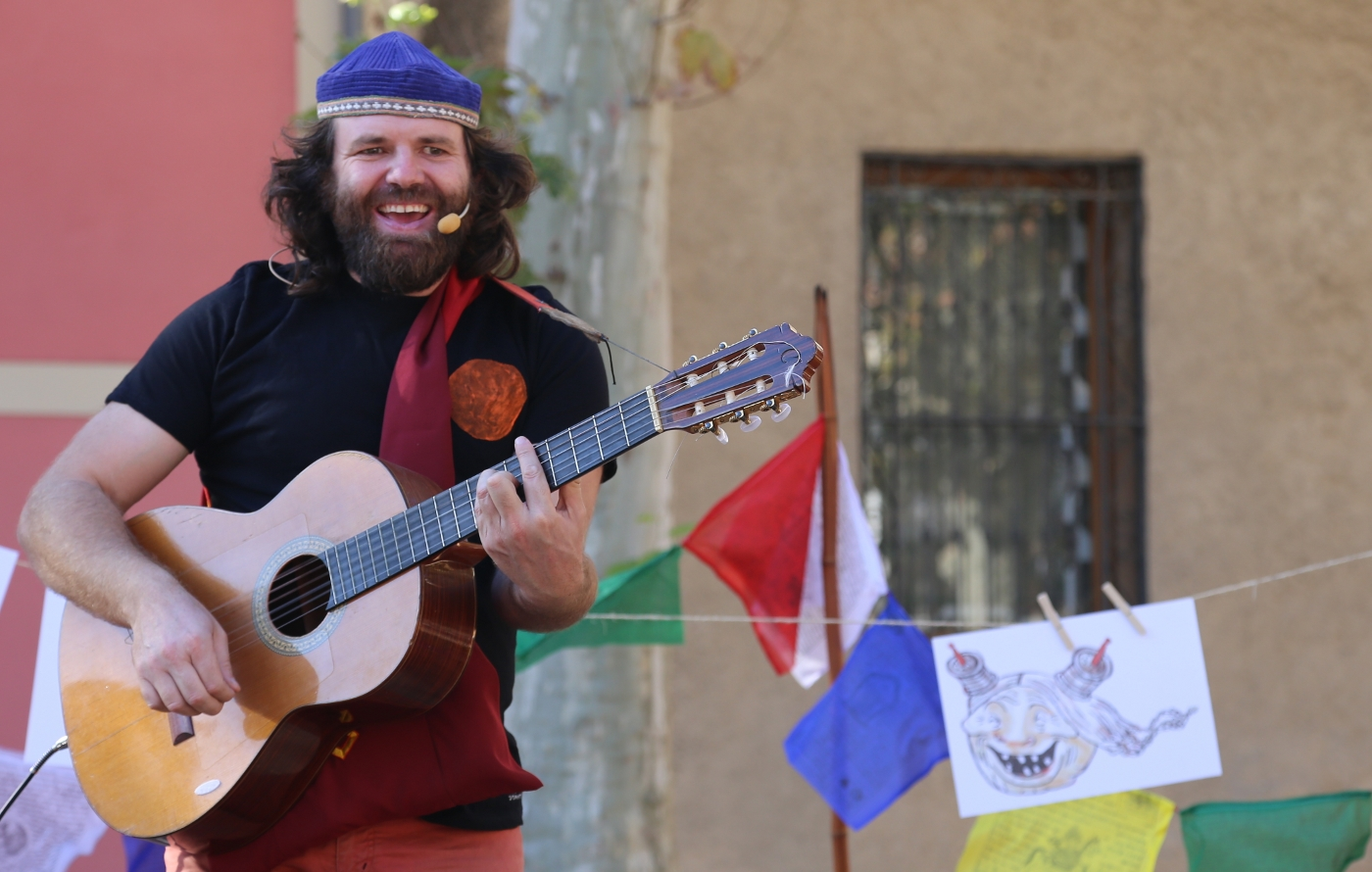
Oriol Canals
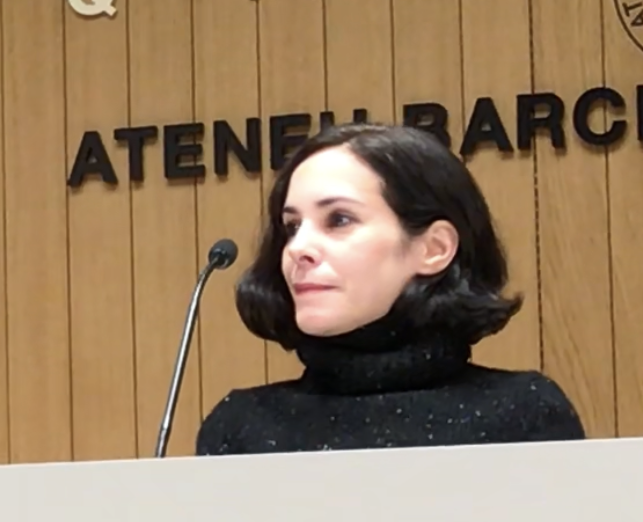
Betsabé García
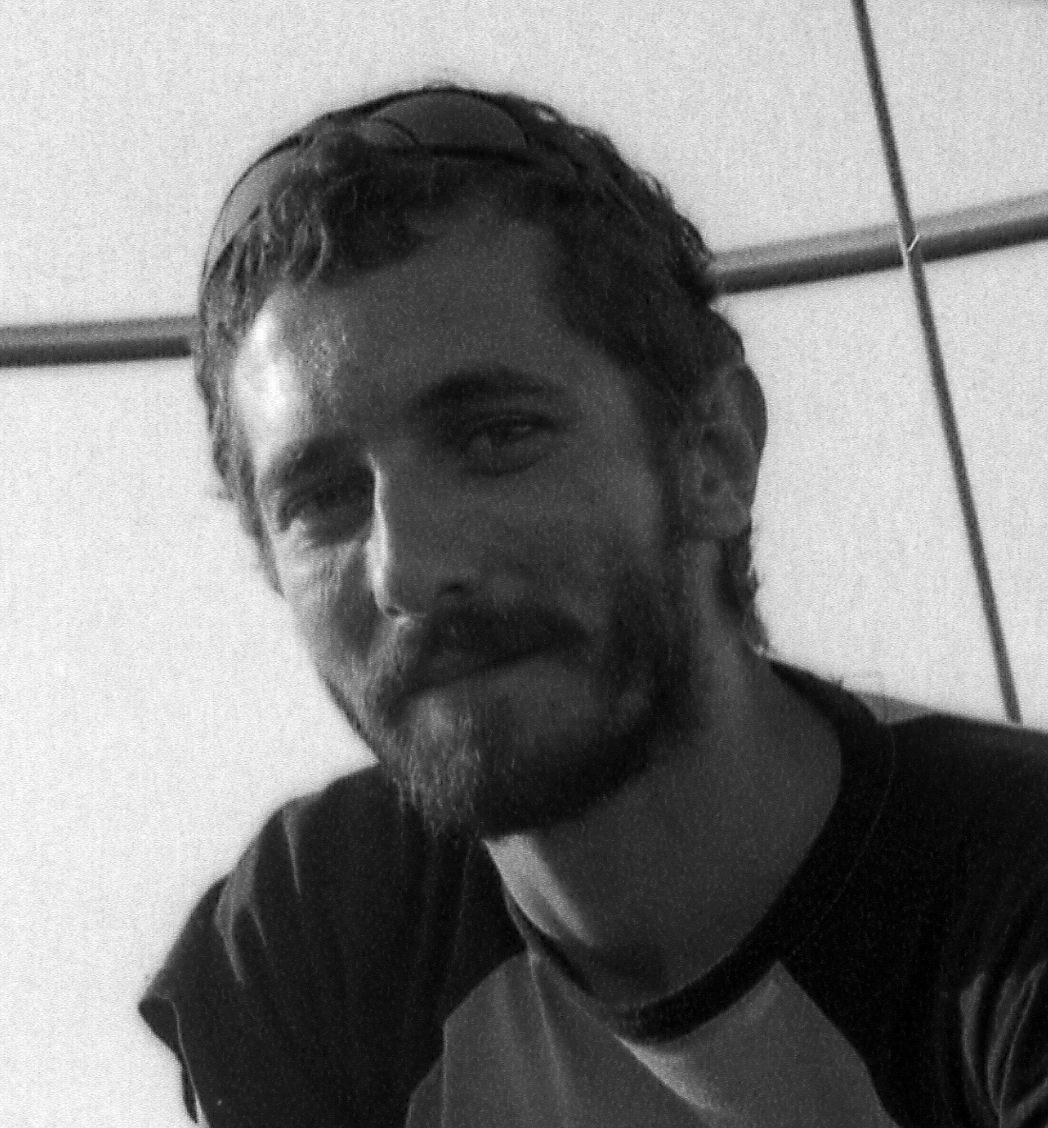
Borja Penalba
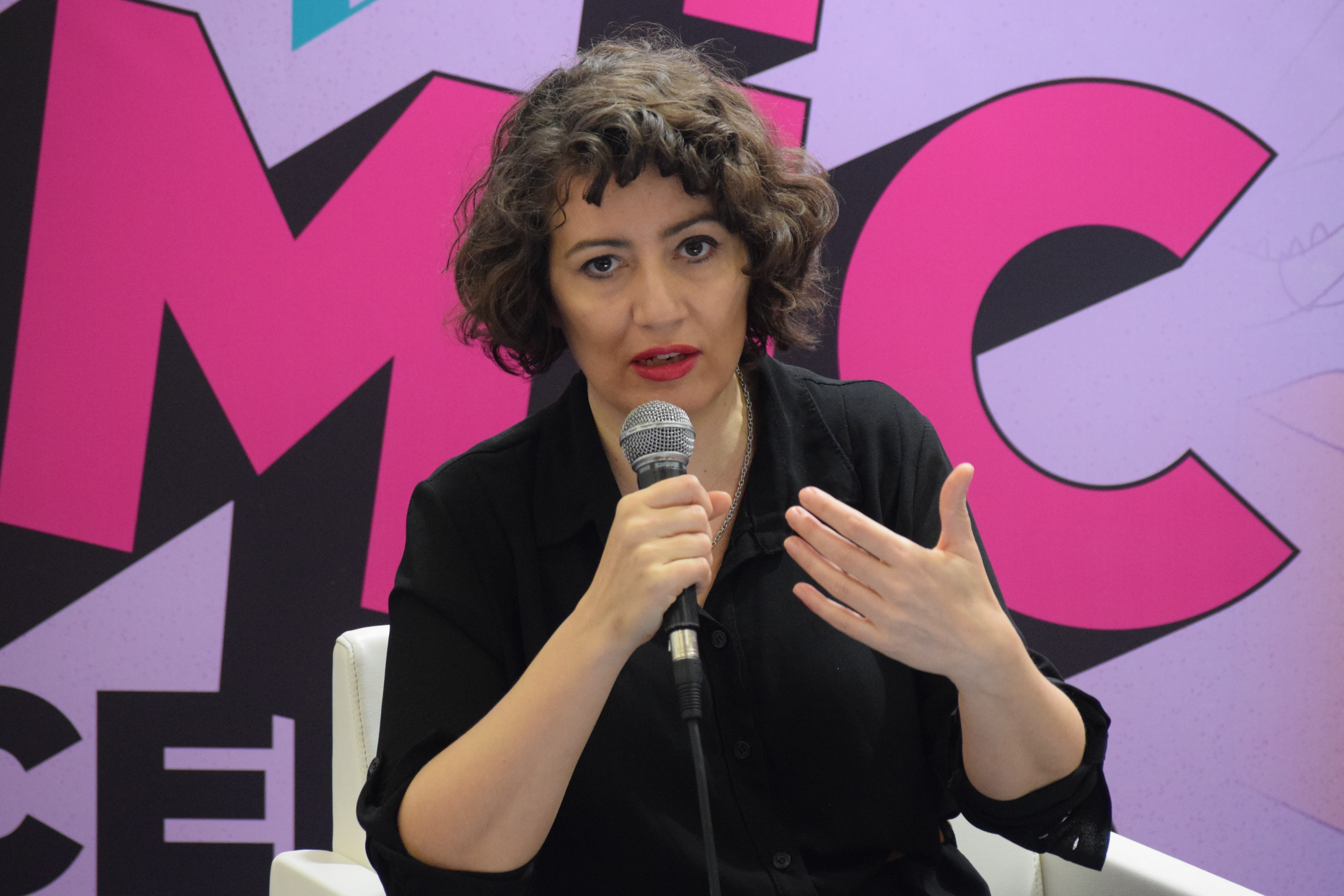
Ana Galvañ
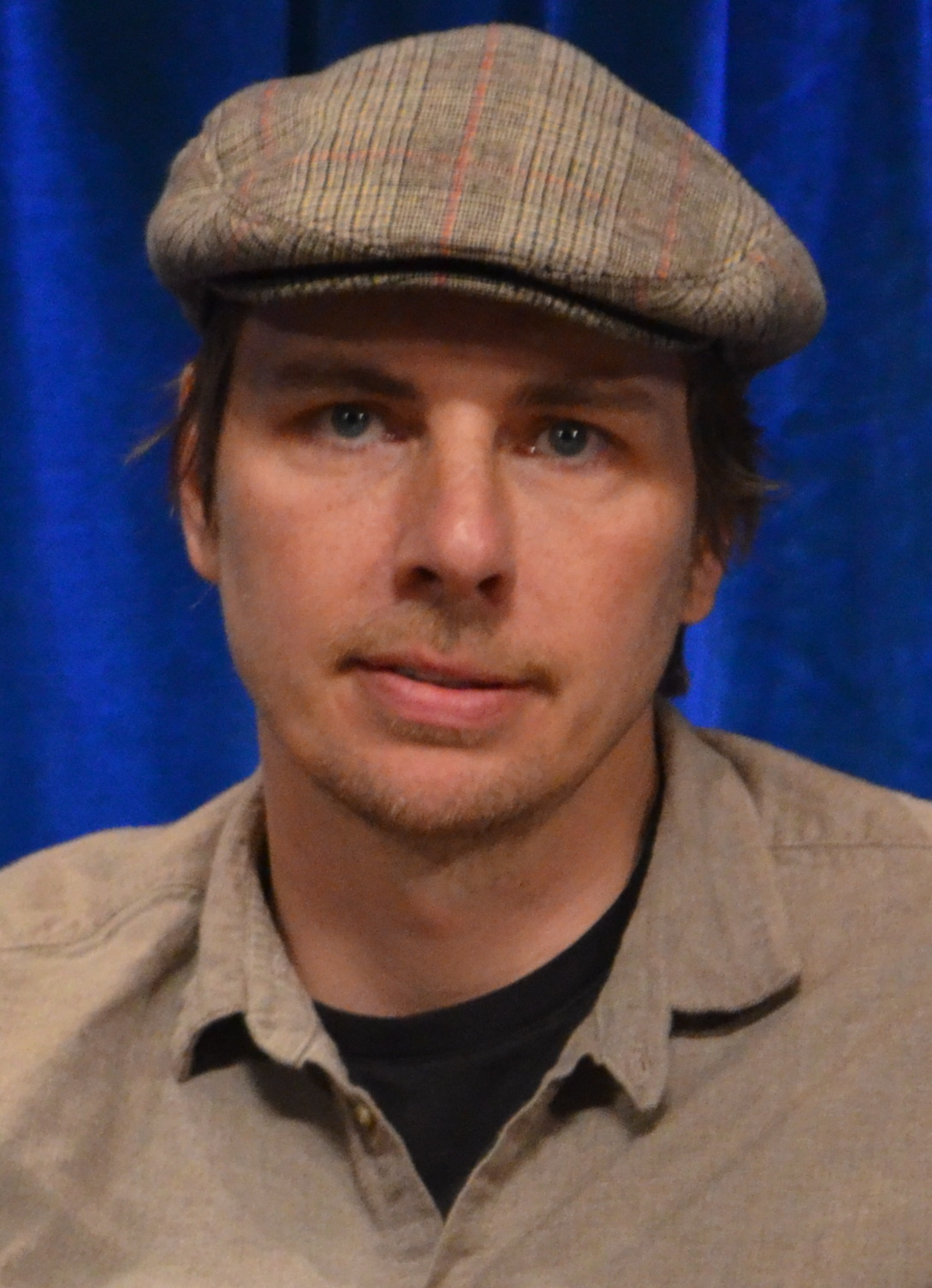
Dax Shepard
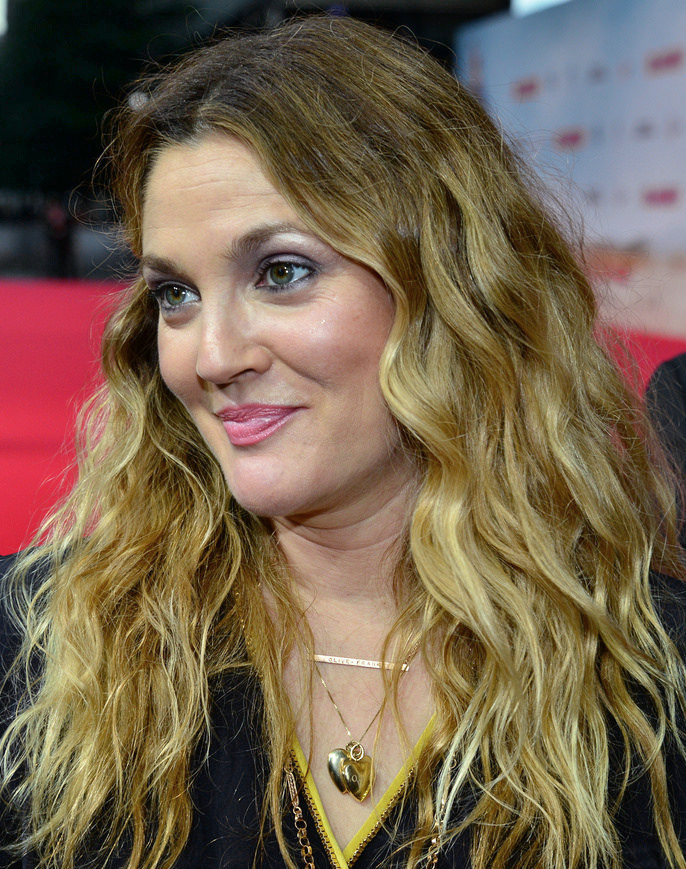
Drew Barrymore
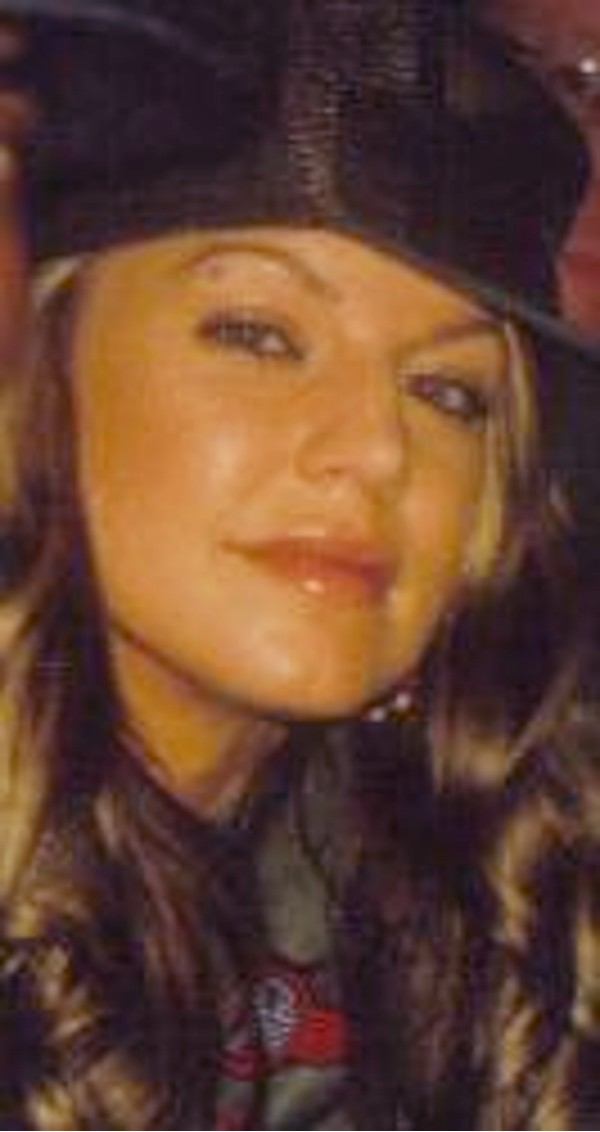
Fergie
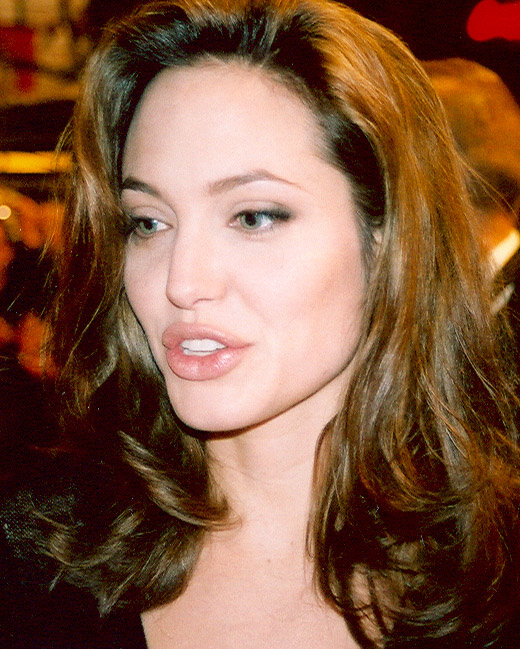
Angelina Jolie
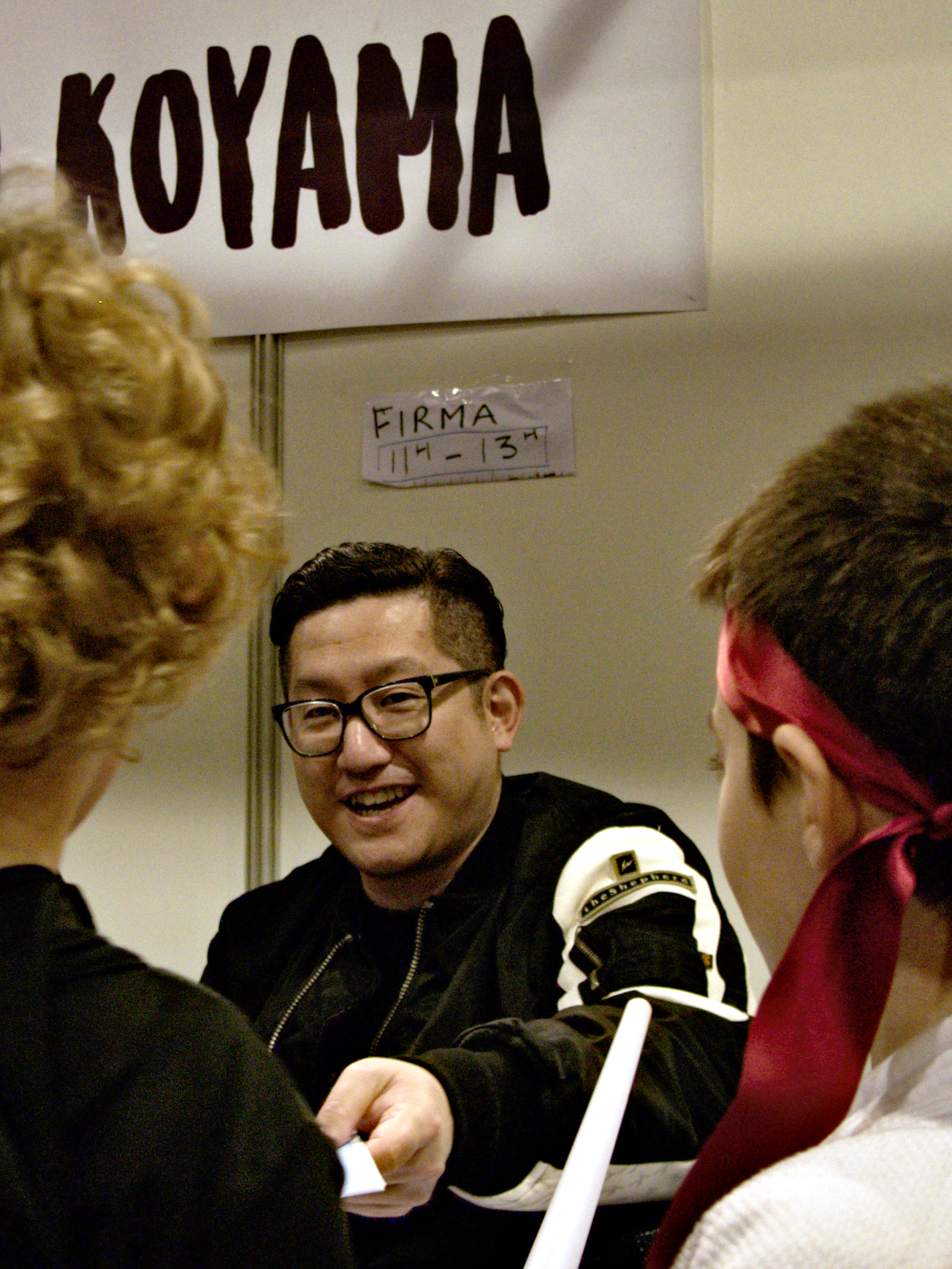
Shigeto Koyama
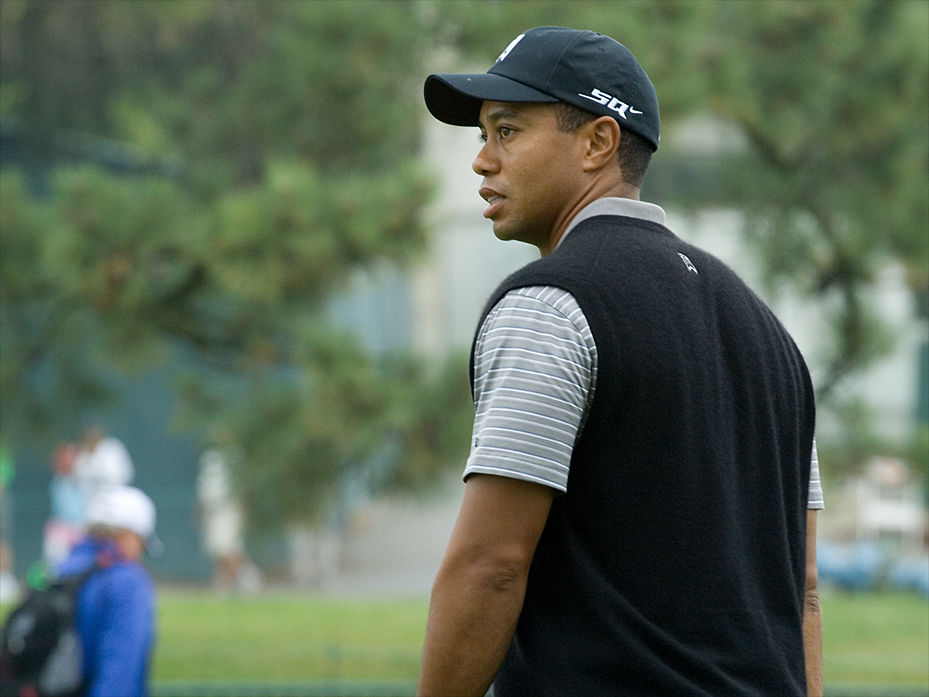
Tiger Woods

Resta del món
- 2 de gener, Milford, Michigan, EUA: Dax Shepard, actor estatunidenc.
- 23 de gener, Montevideo: Cecilia Curbelo, comunicadora, columnista, escriptora, guionista i editora uruguaiana.
- 27 de gener, Teheran: Mitra Farahani, directora de cinema iraniana establerta a París.[36]
- 7 de febrer, Neuilly-sur-Seine: Emily Loizeau, cantautora francobritànica.[37]
- 22 de febrer, Culver City, Califòrnia, EUA: Drew Barrymore, actriu i productora estatunidenca.
- 1 de març, Ciutat de San Marino, San Marino: Valentina Monetta, cantant de San Marino.[38]
- 2 de març, Quebec: Marc Menard, actor
- 27 de març, Whittier (Califòrnia), EUA: Fergie, cantant i actriu estatunidenca.
- 1 d'abril,- Villeneuve-Saint-Georges: Cécile Duflot, urbanista i política francesa.[39]
- 5 d'abril, Brighton, Regne Unit: Caitlin Moran, periodista, escriptora i columnista anglesa.[40]
- 17 d'abril, Madrid: José Luis Martínez-Almeida, polític espanyol (actual alcalde de Madrid).
- 20 d'abril, Kosovo: Atifete Jahjaga, política kosovar que ha estat presidenta de Kosovo.[41]
- 24 d'abril, Sacramento, Califòrnia, EUA: Sam Doumit, actriu estatunidenca.
- 24 d'abril, Polònia: Sebastian Bieniek, director de cinema.
- 27 d'abril, Memphis, Tennessee: Koopsta Knicca, raper estatunidenc, membre del grup de rap Three 6 Mafia.
- 29 d'abril, Bangkok: Eric Koston, patinador de monopatí tailandès resident als Estats Units
- 2 de maig
  - Leytonstone, Londres: David Beckham, futbolista anglès.[42]
  - Gongcheng, Guangxi, República Popular de la Xina: Wang Yani, pintora xinesa.
- 4 de maig, Buenos Aires: Pablo Maximiliano Miguel Coronel Vidoz, cantant i actor
- 1 de juny - Dresden: Frauke Petry, química, empresària i política alemanya del partit euroescèptic Alternativa per a Alemanya.[43]
- 4 de juny, Los Angeles (Califòrnia), EUA: Angelina Jolie, actriu estatunidenca.
- 8 de juny, Arinsal, La Massana: Olga Gelabert Fàbrega, política andorrana, ha estat Ministra de Cultura, Joventut i Esports.[44]
- 25 de juny, Tuapse, URSS: Vladímir Kràmnik, jugador d'escacs rus.
- 26 de juny, 
  - Dolbeau-Mistassini, Quebec: Marie-Nicole Lemieux, contralt quebequesa.[45]
  - Copenhaguen: Kristina Háfoss, economista, advocada, política de les illes Fèroe, ha estat Ministra de Finances.[46]
- 4 de juliol, Valladolid: Abigail Marcet, coneguda també com a Abigail, cantautora espanyola.[47]
- 7 de juliol, Stuttgart, Baden-Württemberg: Nina Hoss, actriu alemanya de cinema i teatre.[48]
- 9 de juliol, Detroit, Michigan (EUA): Jack White, nascut John Anthony Gillis, encara que sovint apareix també com Jack White III, és un músic i actor ocasional estatunidenc membre dels grups The White Stripes.[49]
- 15 de juliol, Leningrad, URSS: Margarita Méklina, contista i novel·lista que resideix entre Europa i els Estats Units.[50]
- 17 de juliol, Palència: Elena Anaya, actriu de cinema espanyola.[51]
- 26 de juliol, Oxford, Regne unit, Liz Truss, política britànica que fou primera ministra del Regne Unit.[52]
- 31 de juliol, Lisboa, Portugal: Lura, famosa cantant de Cap Verd, que interpreta música tradicional del país.[53]
- 1 d'agost, Gabon: Jonas Ogandaga, futbolista gabonès
- 5 d'agost, Târgu Mureş, Transsilvània: Ada Milea, actriu i cantant romanesa.[54]
- 7 d'agost, Benoni, Gauteng, Sud-àfrica: Charlize Theron, actriu i productora de cinema sud-africana i estatunidenca.[55]
- 21 d'agost, Sint-Truiden, Limburg (Bèlgica): Caroline Gennez, política socialista flamenca.[56]
- 31 d'agost, Mazaltán, Sinaloa: Sara Ramirez, actriu, orientadora i cantant mexicana.[57]
- 20 de setembre, Roma, Itàlia: Asia Argento, actriu, directora, guionista, model.[58]
- 22 de setembre, Houston, Texas: Mireille Enos, actriu nord-americana.[59]
- 28 de setembre, Belgrad: Ana Brnabić, política sèrbia que ocupa el càrrec de primera ministra del país des de 2017.[60]
- 30 de setembre, París: Marion Cotillard, actriu francesa.[61]
- 5 d'octubre, Reading, Anglaterra: Kate Winslet, actriu anglesa.[62]
- 24 d'octubre, Springfield (Missouri): Melissa Hutchison, actriu de veu estatunidenca coneguda pel seu doblatge al videojoc The Walking Dead.[63][64]
- 29 d'octubre, Galaţi, Romania: Viorica Susanu, remadora romanesa.[65]
- 7 de novembre, Madrid: Marta Peirano, escriptora i periodista espanyola.[66]
- 12 de novembre, Tirana: Edvin Murati, futbolista albanès.
- 13 de novembre, La Corunya, Galícia: Cristina Saavedra, periodista espanyola.[67]
- 18 de novembre, Illinois: Reshma Saujani, política i advocada, fundadora de l'organització sense ànim de lucre Girls Who Code.[68]
- 25 de novembre, Marroc: Abdelkader Benali, escriptor.
- 30 de novembre
  - Arnhem, Països Baixos: Linda Wagenmakers, actriu i cantant neerlandesa.[69]
  - Atlanta, EUA: IronE Singleton, Actor nord-americà.
- 2 de desembre, La Paz: Gabriela Montaño, política boliviana, ha estat presidenta de les Cambres de Senadors i Diputats de Bolívia.[70]
- 6 de desembre, Tasiilaqː Naaja Nathanielsen, política grenlandesa, ministra de Recursos Naturals.[71]
- 17 de desembre, Kíev, Ucraïna: Milla Jovovich, actriu ucraïnesa.[72]
- 23 de desembre, Jerusalem: Yasmin Levy, cantant israeliana d'origen i estil musical sefardita, que canta en judeocastellà.[73]
- 24 de desembre: Maria Zakharova, diplomàtica i periodista russa directora del Departament d'Informació i Premsa del Ministeri d'Afers Exteriors de Rússia des del 2015
- 30 de desembre: Cypress (Califòrnia), EUA: Tiger Woods, jugador de golf Estatunidenc.[74]
  - Montevideo: Sebastián Bednarik, productor i director de cinema, empresari, professor, artista, autor, guionista i documentalista uruguaià
  - Toronto: Chris Diamantopoulos, actor i còmic
  - Toronto, Canadà: Mariko Tamaki, artista i escriptora canadenca.[75]

## Defuncions
Entre les morts destacades de l'any hi ha la de la ballarina Joséphine Baker, el cineasta italià Pasolini, el dictador espanyol Franco o la politòloga jueva Hannah Arendt.
Països Catalans
- 23 de gener, Barcelona: Assumpció Casals i Rovira, primera actriu catalana.[76]
- 1 de febrer, Cubelles: Manuel Humbert i Esteve, pintor i dibuixant català.
- 7 d'abril, Barcelona: Joan Gual i Torras, baríton[77]
- 8 d'abril, Perpinyà, Rosselló, Catalunya Nord: Carles Grandó, narrador, dramaturg i poeta nord-català[78]
- 29 d'abril, Barcelona: Agustí Duran i Sanpere, historiador, arxiver i arqueòleg català[79]
- 2 de maig, Barcelona: Concepció Badia i Millàs, soprano catalana[80]
- 22 d'agost, Barcelonaː Pilar Bagüés Blasco, soprano vilanovina[81]
- 15 de setembre, Barcelona: Carlos Conti Alcántara, guionista i dibuixant de còmics català.
- 20 de setembre, Benimodo, Ribera Alta: Josep Maria Ots Capdequí, jurisconsult valencià, historiador del dret (n. 1893).[82]
  - Alaior: Elena Sorolla i García, pintora valenciana.[83]
  - Parísː Caridad del Río –o Caritat Mercader–, militant comunista catalana i agent de l'NKVD soviètic[84]

Resta del món
- 21 de gener, Zúric, Suïssa: Mascha Kaléko, rellevant poeta i escriptora alemanya del segle xx.[85]
- 6 de febrer, Madrid, Espanya: Francisco Pierrá, actor espanyol[86]
- 8 de febrer, Great Missenden, Buckinghamshire, Anglaterra: Robert Robinson, químic anglès, Premi Nobel de Química de l'any 1947
- 10 de febrer, Leningrad, Unió Soviètica: Elisabet Kozlova, ornitòloga russa que va treballar en l'avifauna de l'altiplà tibetà (n. 1892).[87]
- 19 de febrer, Florència, Itàlia: Luigi Dallapiccola, compositor i pianista italià[88]
- 24 de febrer, Larbatache, Algèria: Joan Bodon, escriptor occità (n. 1920).[89]
- 2 de març, 
  - Chilleurs-aux-Bois, Loiret, Centre, França: Madeleine Vionnet, influent dissenyadora d'alta costura francesa[90]
  - Madrid: Milagros Leal, actriu espanyola (n. 1902).[91]
- 7 de març, Baltimore, Maryland: Belle Moore, nedadora escocesa que competí a començaments del segle xx.[92]
- 9 de març, Edegem, Bèlgica: Marie Gevers, novel·lista[93]
- 13 de març, Belgrad, Iugoslàvia: Ivo Andrić, escriptor bosnià, Premi Nobel de Literatura 1961[94]
- 14 de març, Hollywood, Los Angeles: Susan Hayward, llegendària actriu nord-americana[95]
- 18 de març, París: Adrienne Bolland, aviadora, pilot de proves francesa, primera dona a travessar els Andes en un avió[96]
- 27 de març, Neuilly-sur-Seine: Yvonne Boachon-Joffre, escriptora i novel·lista nord-catalana[97]
- 5 d'abril, Taipei, Taiwan: Chiang Kai-shek o Jiang Jieshi, militar i estadista xinès. Va succeir Sun Yat-sen com a líder del Partit Nacionalista Xinès Guomindang[98]
- 12 d'abril, París: Joséphine Baker, cantant, ballarina i vedet francesa[99]
- 14 d'abril, Los Angeles (Califòrnia): Fredric March, actor de teatre i cinema estatunidenc.
- 17 d'abril, Chennai, Índia: Sir Sarvepalli Radhakrishnan, filòsof indi, polític i segon president de l'Índia[4]
- 5 de maig, Copenhaguen: Vera Volkova, ballarina russa i professora de ball molt influent en la dansa occidental[100]
- 20 de maig, Saint Ives: Barbara Hepworth, escultora britànica[101]
- 3 de juny, Tòquio, Japó: Eisaku Satō, polític japonès, Premi Nobel de la Pau de l'any 1974[102]
- 5 de juny, Ea, Biscaia: Gabriel Aresti, poeta basc. És considerat com un renovador de la poesia basca[103]
- 8 de juny: Elizabeth Hirsh Fleisher, arquitecta estatunidenca.[104]
- 9 de juny, Varsòvia, Polònia: Janina Konarska-Slomimska, pintora, escultora, artista gràfica i il·lustradora polonesa[105]
- 24 de juny, Seattle, Washington: Elizabeth Lee Hazen, fisiòloga i microbiòloga que desenvolupà la nistatina[106]
- 26 de juny, Roma: Josepmaria Escrivà de Balaguer, sacerdot aragonès i fundador de l'Opus Dei.
- 28 de juny, Rochester, Nova York, EUA: Rod Serling, guionista estatunidenc, creador de la sèrie de televisió The Twilight Zone[107]
- 5 de juliol, Madrid: Otto Skorzeny, enginyer i comando pertanyent a les Waffen-SS alemanyes durant la Segona Guerra Mundial (n.1908).[108]
- 12 de juliol, İzmir, Turquia: Latife Hanım, política turca
- 9 d'agost, Moscou, URSS: Dmitri Xostakóvitx, compositor rus[109]
- 27 d'agost, Addis Abeba, Etiòpia: Haile Selassie I d'Etiòpia, darrer emperador d'Etiòpia[4]
- 29 d'agost, Dublín (Irlanda: Éamonn de Valera (en irlandèsÉamonn de Bhailéara), nascut Edward George de Valera, un polític irlandès, President d'Irlanda (1959-1973).[110]
- 5 de setembre:
  - Dominick Elwes, pintor de retrats anglès.
  - Alexandria, Virgíniaː Alice Evans, microbiòloga, impulsora de la pasteurització de la llet.[111]
- 10 de setembre, Cambridge, Anglaterra: George Paget Thomson, físic anglès i Premi Nobel de Física, 1937
- 20 de setembre, 
  - Giens, França: Saint-John Perse, poeta i diplomàtic francès, Premi Nobel de Literatura de l'any 1960[112]
  - el Caireː Doria Shafik, filòsofa i feminista egípcia, promotora dels drets de la dona.[113]
- 22 d'octubre, Londres, Regne Unit: Arnold Joseph Toynbee, historiador i professor britànic, que va intentar sintetitzar la història universal.
- 27 d'octubre, Ferrol, Espanya: Ángela Ruiz Robles, mestra, escriptora i inventora, precursora del llibre electrònic.[114]
- 30 d'octubre, Berlín: Gustav Ludwig Hertz, físic alemany i Premi Nobel de Física de l'any 1925[115]
- 1 de novembre, Southampton (Nova York): Philip James, organista, compositor i director d'orquestra estatunidenc.
- 2 de novembre, Roma: Pier Paolo Pasolini, director de cinema, escriptor i poeta italià.
- 5 de novembre, Nova York: Edward Lawrie Tatum, biòleg, químic i genetista estatunidenc, Premi Nobel de Medicina o Fisiologia de l'any 1958
- 6 de novembre, Southport, Queensland: Annette Kellermann, nedadora professional que modernitzà el banyador esportiu femení.[116]
- 8 de novembre, Lucca, Itàlia: Chiara Matraini, poeta del Renaixement.[117]
- 13 de novembre, Leningrad: Olga Bergholz, poetessa soviètica i russa, prosista, dramaturga[118]
- 20 de novembre, Madrid, Espanya: Francisco Franco Bahamonde, militar, dictador i Cap d'Estat espanyol.
- 29 de novembre, Anglaterra: Graham Hill, pilot de curses automobilístiques anglès, bicampió de la Fórmula 1.
- 4 de desembre, Nova York: Hannah Arendt, politòloga alemanya d'origen jueu[119]
- 9 de desembre, Los Angeles, Califòrnia, EUA: William A. Wellman, director de cinema estatunidenc especialitzat en pel·lícules d'aventures[120]
- 28 de desembre, San Jacinto (Califòrnia): Theodosius Dobzhansky, genetista ucraïnès i un dels fundadors de la Teoria Sintètica de l'Evolució.